# Tom Wesselmann
Tom Wesselman, född 23 januari 1931 i Cincinnati, Ohio, död 17 januari 2004 i New York, var en amerikansk konstnär inom popkonsten.
På universitetet studerade Tom Wesselmann psykologi. Han studerade på konsthögskolan i Cincinnati 1954-1956 och intresserade sig särskilt för abstrakt expressionism.

## Biografi
Tom Wesselmann är känd för sitt sätt att blanda måleri och collage i sina konstverk. Trots att han hämtade inspiration till sina verk från den formella abstrakta konsten, bland annat Robert Motherwells Elegier till den spanska republiken, räknas han ändå in i popkonsten då hans motiv, vardagsföremål, collage, och nakna modeller var typiskt för konstarten. Hans mest kända verk är antagligen bildserien "Great American Nudes" som han jobbade med under 1960-talet. Serien består av 100 amerikanska kvinnor som ofta vulgärt poserar nakna i olika miljöer. Syftet med serien var att på ett ironiserat sätt visa hur sexualiteten utnyttjades av samhället, och i och med det blev steril.
Under hans senare skaparperiod har han gjort sig känd genom ett slags metallteckningar där han för över linjeteckningar till metallplattor.